# Miha Baloh
Miha Baloh, slovenski igralec, * 21. maj 1928, Jesenice, † 6. december 2022.
Baloh je leta 1952 absolviral na AGRFT v Ljubljani in že naslednje leto začel sodelovati s Stalnim slovenskim gledališčem v Trstu. Od leta 1961 pa je deloval kot svobodni umetnik. 
Od leta 1967 naprej je sodeloval tudi v mednarodnih produkcijah in nastopil v avstrijski seriji Leni, nemških filmih o Vinetuju ter francosko-nemški seriji Omar Paša.

## Vloge v celovečernih filmih
- Svet na Kajžarju, 1952
- Ne čakaj na maj, 1957
- Veselica, 1960
- Ples v dežju, 1961
- Svanuće, 1964
- Po isti poti se ne vračaj, 1965
- Amandus, 1966
- Grajski biki, 1967
- Nevidni bataljon, 1967
- Bitka na Neretvi, 1969
- Maškarada, 1971
- Ko pride lev, 1972
- Draga moja Iza, 1979
- Naš človek, 1985
- Čaruga, 1991

## Nagrade
- Zlata arena, Pulj (1961) - za vlogo kurirja Aleša v filmu Veselica.
- drugi po vrsti je prejel nagrado bert za življenjsko delo na področju filmske igre (2014).